# Dirty Dutch
Dirty Dutch is een dance-evenement geïnitieerd door de Nederlandse deejay Chuckie en georganiseerd in samenwerking met ID&T. Het housefeest vertegenwoordigt populaire house, urban, electro, techno en minimal techno, gedraaid door Nederlandse dj's. 
De eerste editie vond met 6.000 bezoekers plaats in 2005 in de Heineken Music Hall te Amsterdam. De twee edities daarop vonden ook daar plaats, maar zodra de kaartverkoop voor de editie van 2008 van start ging bleek die locatie te klein. Het evenement verhuisde daarom naar de RAI Amsterdam, waar in plaats van 6.000 bezoekers rond de 20.000 bezoekers voor een avond ondergebracht konden worden. In 2009 kent Dirty Dutch voor het eerst twee edities. 
Dirty Dutch is een van de snelst groeiende danceconcepten in Nederland, met een groei van 20.000 naar 28.000 bezoekers voor de 'Outsiders'-editie van december 2009 in de RAI. Sinds de start is Dirty Dutch uitgegroeid tot meer dan een housefeest alleen. De naam staat nu ook voor een muziek-lifestyle en een eigen platenlabel: Dirty Dutch Music.

## Edities
| Jaar | Editie                                | Locatie                        | Datum       | 'Headliners' |
| ---- | ------------------------------------- | ------------------------------ | ----------- | --- |
| 2005 | Dirty Dutch - First Edition           | Heineken Music Hall, Amsterdam | 22 oktober  | Chuckie, Benny Rodrigues, Brian S, Don Diablo, Laidback Luke, Miss B-Have, Mr. Wix, Tim Deluxe, Wannabe a Star |
| 2006 | Dirty Dutch - Propaganda              | Heineken Music Hall, Amsterdam | 25 november | Chuckie, Benny Rodrigues, Erick E, Fedde le Grand, Joey Daniel, Laidback Luke, Ricky Rivaro |
| 2007 | Dirty Dutch - 2007                    | Heineken Music Hall, Amsterdam | 24 november | Chuckie, Roog, Gregor Salto, Lucien Foort |
| 2008 | Dirty Dutch - Freeriders              | RAI Amsterdam                  | 20 december | Chuckie, Lucien Foort, Hardwell, Fokke Versloot, Koen Lebens, Secret Cinema, Joost van Bellen |
| 2009 | Dirty Dutch - Aftershock              | Heineken Music Hall, Amsterdam | 28 februari | Chuckie, Sunnery James, Afrojack, Disco Nova, Jody Meyer |
| 2009 | Dirty Dutch - Outsiders               | RAI Amsterdam                  | 19 december | Chuckie, Warren Fellow, Lucien Foort, Bjorn Wolf, Winne, Duvel Duvel, Leroy Rey, K-Fresh, The Opposites |
| 2010 | Dirty Dutch vs The World              | Almere Strand, Almere          | 19 juni     | Chuckie, David Guetta, Tom gim, N.E.R.D., Sidney Samson, Ryan Marciano, Dennis Ferrer |
| 2010 | Dirty Dutch Fallout                   | RAI Amsterdam                  | 18 December | Chuckie, Fake Blood, Felix Da Housecat, Hardwell, Shermanology, Joost van Bellen, Quintino, Mitchell Niemeyer, Monika Kruse, Sunnery James & Ryan Marciano |
| 2011 | Dirty Dutch BLACKOUT                  | RAI Amsterdam                  | 17 December | Chuckie, Laidback Luke, Sunnery James & Ryan Marciano, Knife Party, Rev Run & DJ Ruckus (Dj Set), Gregori Klosman, Glowinthedark, Mitchell Niemeyer |
| 2012 | Dirty Dutch Exodus                    | Ziggo Dome Amsterdam           | 19 Oktober  | Chuckie, Betatraxx, Chris Willis, Glowinthedark, Gregori Klosman, Junxterjack, Just Blaze Mitchell Niemeyer, Porter Robinson, Reverse, The Million Plan, Yellow Claw, Adje, Hydroboyz, Knife Party, Roga, Bootsman2Bootsman, Carita La Niña, Delivio Reavon & Aaron Gill, Genairo Nvilla, Michael Mendoza, Stefan Vilijn, Mr. VI, Abstract, Aiscream, Dyna, Flava, FS Green, Issy, Phalerieau, WaxFiend |
| 2012 | Dirty Dutch Exodus                    | 02 Academy Arena London        | 8 December  | Chuckie |
| 2013 | Dirty Dutch Aftershock                | Heineken Music Hall Amsterdam  | 23 Februari | Chuckie, Delivio Reavon & Aaron Gill, Mitchell Niemeyer, Gregori Klosman, Dimitri Vegas & Like Mike, Genairo Nvilla, Glowinthedark, Salto, Roga, Michael Mendoza, Junxterjack, WaxFiend, Just Blaze, Bootsman2Bootsman |
| 2014 | Dirty Dutch Back to the original core | Heineken Music Hall Amsterdam  | 1 Februari  | Chuckie, Carita La Niña, Sandro Silva, Ummet Ozcan, Gregori Klosman, Justin Prime, Roga, Ambassadors, Romina Luciana, Marvelous K, Johnny 500, Kid Q, Flava |
| 2014 | Dirty Dutch Aftershock                | Maassilo Rotterdam             | 5 April     | Chuckie, Biggi, Born Loud, De Ancho, Delivio Reavon & Aaron Gill, Eva Young, Jaz von D, Justin Prime, KidQ, Marvelous K, Mastiksoul, Mitchell Niemeyer, Stefan Vilijn, Superior, The Flexican, Roga |
| 2015 | Dirty Dutch Metamorphosism            | Heineken Music Hall Amsterdam  | 7 Februari  | Chuckie, ChildsPlay, Gregor Salto, Thomas Newson, Gregori Klosman, Dyna, Glowinthedark, Roga, Duane Franklin, Marvelous K, Ambassadors, Flava, Irwan, Superior, Johnny 500, Kimberlee Ramirez |